# Aritzo
Aritzo é uma comuna italiana da região da Sardenha, província de Nuoro, com cerca de 1.537 habitantes. Estende-se por uma área de 75 km², tendo uma densidade populacional de 20 hab/km². Faz fronteira com Arzana, Belvi, Desulo, Gadoni, Laconi, Meana Sardo, Seulo.

## Demografia
| Variação demográfica do município entre 1861 e 2011                               |
|                                                                                   |
| Fonte: Istituto Nazionale di Statistica (ISTAT) - Elaboração gráfica da Wikipedia |